# Kelty
Kelty (gael. Cailtidh) – miasto w środkowo-wschodniej Szkocji, w jednostce administracyjnej (council area) i hrabstwie historycznym Fife, położone około 2 km na zachód od jeziora Loch Ore. W 2022 roku liczyło 6901 mieszkańców.
Niewielka osada o nazwie Keltey odnotowana została w tym miejscu w 1600 roku. Ulokowana była na szlaku dyliżansowym prowadzącym z Edynburga do Perth. W 1731 roku architekt William Adam nabył znajdującą się w pobliżu rozległą posiadłość ziemską Blair Adam, w obrębie której zbudował własną rezydencję, a znaczny obszar zalesił (ponad 400 hektarów). Rozwój miejscowości zapoczątkowany został wraz z otwarciem w 1860 roku przebiegającej tędy linii kolejowej z Cowdenbeath do Kinross, obecnie nieczynnej. W okolicy podjęto eksploatację złóż węgla, która stanowiła podstawę tutejszej gospodarki. W szczytowym okresie miasto zamieszkiwało około 9000 osób. Działalność wydobywcza była prowadzona do lat 60. XX wieku.
Od zachodu, od 1970 roku miasto omija autostrada M90.